# 코스텍시스
코스텍시스(Kostecsys Co. Ltd.)는 대한민국의 RF 통신용 패키지 기업이다. 본사는 인천광역시 남동구 남동서로 261에 위치해 있으며 대표이사는 한규진이다.

## 역사
코스텍시스는 1997년 설립, 2023년 4월 스팩합병을 통해 코스닥 상장하였다.

## 참고 문헌
1. ↑  2024년 05월 31일 하나증권 기업분석_스몰캡_Report 코스텍시스 (355150)
2. ↑  박유빈, 코스텍시스, 전기차 대중화로 스페이서 매출 본격화…주가 상향각?, 데일리인베스트, 2023.12.27
3. ↑  노태민, 코스텍시스, NXP와 37억원 규모 수주 계약, 디일렉, 2024년 2월 19일
4. ↑  2024 Investor Relations Kostecsys
5. ↑  Mid-Small Cap Report 교보증권 코스텍시스 Dec 22, 2023
6. ↑  키움증권 기업브리프 코스텍시스 2023. 4. 28